# Оксфорд (містечко, Вісконсин)
Оксфорд (англ. Oxford) — місто (англ. town) в США, в окрузі Маркетт штату Вісконсин. Населення — 537 осіб (2020).

## Демографія
Згідно з переписом 2010 року, у місті мешкало 885 осіб у 371 домогосподарстві у складі 259 родин. Було 527 помешкань
Расовий склад населення:
| - 96,4 % — білих - 0,7 % — азіатів - 0,5 % — корінних американців - 0,2 % — чорних або афроамериканців - 1,8 % — осіб інших рас |

До двох чи більше рас належало 0,5 %. Частка іспаномовних становила 3,1 % від усіх жителів.
За віковим діапазоном населення розподілялося таким чином: 17,9 % — особи молодші 18 років, 63,0 % — особи у віці 18—64 років, 19,1 % — особи у віці 65 років та старші. Медіана віку мешканця становила 47,3 року. На 100 осіб жіночої статі у місті припадало 101,6 чоловіків;  на 100 жінок у віці від 18 років та старших — 99,2 чоловіків також старших 18 років.
Середній дохід на одне домашнє господарство  становив 84 839 доларів США (медіана — 56 042), а середній дохід на одну сім'ю — 102 386 доларів (медіана — 65 000). Медіана доходів становила 45 481 долар для чоловіків та 35 536 доларів для жінок. За межею бідності перебувало 5,5 % осіб, у тому числі 6,4 % дітей у віці до 18 років та 5,1 % осіб у віці 65 років та старших.
Цивільне працевлаштоване населення становило 446 осіб. Основні галузі зайнятості: виробництво — 21,5 %, освіта, охорона здоров'я та соціальна допомога — 13,5 %, мистецтво, розваги та відпочинок — 11,7 %, роздрібна торгівля — 10,8 %.